# Birthday Point
Der Birthday Point (englisch für Geburtstagsspitze) ist ein wuchtiges Felsenkap an der Pennell-Küste des ostantarktischen Viktorialands. Am Ufer der Robertson Bay trennt sie die Pressure Bay im Westen von der Berg Bay im Osten.
Kartiert wurde die Bucht von der durch den britischen Polarforscher Victor Campbell (1875–1956) geleiteten Nordgruppe der Terra-Nova-Expedition (1910–1913). Namensgebend ist vermutlich der Geburtstag eines der Mitglieder der Nordgruppe zum Zeitpunkt der Kartierung. Da dieser jedoch unbekannt ist, lässt sich nicht mehr genau rekonstruieren, um welches Mitglied es sich handelt.